# Saison 2016-2017 des Nets de Brooklyn
La saison 2016-2017 des Nets de Brooklyn est la 50e saison de la franchise et la 41e au sein de la National Basketball Association (NBA). C'est la 5e saison dans la ville de Brooklyn.

## Draft
| Tour | Choix | Joueur           | Poste | Nationalité | Provenance             |
| ---- | ----- | ---------------- | ----- | ----------- | ---------------------- |
| 1    | 20    | Caris LeVert     | SG    | États-Unis  | Wolverines du Michigan |
| 2    | 42    | Isaiah Whitehead | PG    | États-Unis  | Pirates de Seton Hall  |

## Summer League
| Summer League Total: 3-2 |

| Match | Date match | Équipe       | Score        | Meilleur marqueur            | Meilleur rebondeur               | Meilleur passeur              | Lieux                | Série |
| ----- | ---------- | ------------ | ------------ | ---------------------------- | -------------------------------- | ----------------------------- | -------------------- | ----- |
| 1     | 9 juillet  | Cleveland    | V 79-73      | Sean Kilpatrick (19)         | Hollis-Jefferson, McCullough (8) | Ferrell, Hollis-Jefferson (4) | Thomas & Mack Center | 1 - 0 |
| 2     | 11 juillet | Atlanta      | V 72-65      | Chris McCullough (16)        | Chris McCullough (8)             | Rondae Hollis-Jefferson (4)   | Thomas & Mack Center | 2 - 0 |
| 3     | 12 juillet | Washington   | D 85-87      | Rondae Hollis-Jefferson (19) | Jerrelle Benimon (9)             | Josh Magette (5)              | Cox Pavilion         | 2 - 1 |
| 4     | 14 juillet | Philadelphie | V 87-84      | Sean Kilpatrick (24)         | Chris McCullough (10)            | Isaiah Whitehead (5)          | Thomas & Mack Center | 3 - 1 |
| 5     | 16 juillet | Cleveland    | D 83-91 (OT) | Sean Kilpatrick (25)         | Chris McCullough (10)            | Isaiah Whitehead (4)          | Thomas & Mack Center | 3 - 2 |

## Pré-saison
| Pré-saison Total: 1-5 (Domicile : 1-2 ; Extérieur : 0-3) |

| Match | Date match | Équipe     | Score     | Meilleur marqueur    | Meilleur rebondeur  | Meilleur passeur    | Lieux Spectateurs       | Série |
| ----- | ---------- | ---------- | --------- | -------------------- | ------------------- | ------------------- | ----------------------- | ----- |
| 1     | 6 octobre  | Détroit    | V 101-94  | Jeremy Lin (21)      | Justin Hamilton (5) | Randy Foye (4)      | Barclays Center         | 1 - 0 |
| 2     | 9 octobre  | @ New York | D 98-116  | Anthony Bennett (15) | Justin Hamilton (7) | Sean Kilpatrick (3) | Madison Square Garden   | 1 - 1 |
| 3     | 12 octobre | @ Miami    | D 100-121 | Jeremy Lin (16)      | Trevor Booker (8)   | Greivis Vasquez (6) | American Airlines Arena | 1 - 2 |
| 4     | 14 octobre | Boston     | D 97-100  | Luis Scola (14)      | Trevor Booker (12)  | Jeremy Lin (7)      | Barclays Center         | 1 - 3 |
| 5     | 18 octobre | @ Boston   | D 99-120  | Sean Kilpatrick (15) | Trois joueurs (5)   | Jeremy Lin (5)      | TD Garden               | 1 - 4 |
| 6     | 21 octobre | New York   | D 111-116 | Jeremy Lin (24)      | Scola, Hamilton (6) | Jeremy Lin (10)     | Barclays Center         | 1 - 5 |

## Saison régulière
| Saison régulière Total: 20-62 (Domicile : 13-29 ; Extérieur : 7-33) |

| Match | Date match | Équipe      | Score     | Meilleur marqueur     | Meilleur rebondeur   | Meilleur passeur  | Lieux Spectateurs         | Série |
| ----- | ---------- | ----------- | --------- | --------------------- | -------------------- | ----------------- | ------------------------- | ----- |
| 1     | 26 octobre | @ Boston    | D 117-122 | Bojan Bogdanović (21) | Justin Hamilton (10) | Trevor Booker (5) | TD Garden                 | 0 - 1 |
| 2     | 28 octobre | Indiana     | V 103-94  | Brook Lopez (25)      | Trevor Booker (11)   | Jeremy Lin (9)    | Barclays Center           | 1 - 1 |
| 3     | 29 octobre | @ Milwaukee | D 108-110 | Bojan Bogdanović (26) | Trevor Booker (13)   | Jeremy Lin (10)   | BMO Harris Bradley Center | 1 - 2 |
| 4     | 31 octobre | Chicago     | D 88-118  | Bojan Bogdanović (15) | Booker, Scola (8)    | Jeremy Lin (4)    | Barclays Center           | 1 - 3 |

| Match | Date match  | Équipe           | Score           | Meilleur marqueur            | Meilleur rebondeur           | Meilleur passeur            | Lieux Spectateurs          | Série  |
| ----- | ----------- | ---------------- | --------------- | ---------------------------- | ---------------------------- | --------------------------- | -------------------------- | ------ |
| 5     | 2 novembre  | Détroit          | V 109-101       | Brook Lopez (34)             | Brook Lopez (11)             | Rondae Hollis-Jefferson (6) | Barclays Center            | 2 - 3  |
| 6     | 4 novembre  | Charlotte        | D 95-99         | Sean Kilpatrick (19)         | Trevor Booker (13)           | Rondae Hollis-Jefferson (6) | Barclays Center            | 2 - 4  |
| 7     | 8 novembre  | Minnesota        | V 119-110       | Brook Lopez (26)             | Trevor Booker (9)            | Isaiah Whitehead (7)        | Barclays Center            | 3 - 4  |
| 8     | 9 novembre  | @ New York       | D 96-110        | Lopez, Hamilton (21)         | Joe Harris (7)               | Sean Kilpatrick (5)         | Madison Square Garden      | 3 - 5  |
| 9     | 12 novembre | @ Phoenix        | V 122-104       | Rondae Hollis-Jefferson (20) | Rondae Hollis-Jefferson (13) | Trois joueurs (4)           | Talking Stick Resort Arena | 4 - 5  |
| 10    | 14 novembre | @ L. A. Clippers | D 95-127        | Bojan Bogdanović (18)        | Anthony Bennett (9)          | Yogi Ferrell (5)            | Staples Center             | 4 - 6  |
| 11    | 15 novembre | @ L. A. Lakers   | D 118-125       | Brook Lopez (30)             | Booker, Lopez (10)           | Randy Foye (7)              | Staples Center             | 4 - 7  |
| 12    | 18 novembre | @ Oklahoma City  | D 105-124       | Brook Lopez (22)             | Rondae Hollis-Jefferson (5)  | Isaiah Whitehead (4)        | Chesapeake Energy Arena    | 4 - 8  |
| 13    | 20 novembre | Portland         | D 109-129       | Brook Lopez (21)             | Brook Lopez (6)              | Hollis-Jefferson, Lopez (4) | Barclays Center            | 4 - 9  |
| 14    | 23 novembre | Boston           | D 92-111        | Sean Kilpatrick (23)         | Trevor Booker (12)           | Trois joueurs (3)           | Barclays Center            | 4 - 10 |
| 15    | 25 novembre | @ Indiana        | D 97-118        | Brook Lopez (20)             | Trevor Booker (10)           | Kilpatrick, Whitehead (7)   | Bankers Life Fieldhouse    | 4 - 11 |
| 16    | 27 novembre | Sacramento       | D 105-122       | Sean Kilpatrick (22)         | Justin Hamilton (10)         | Trevor Booker (5)           | Barclays Center            | 4 - 12 |
| 17    | 29 novembre | L. A. Clippers   | V 127-122 (OT2) | Sean Kilpatrick (38)         | Sean Kilpatrick (14)         | Trevor Booker (5)           | Barclays Center            | 5 - 12 |

| Match | Date match   | Équipe         | Score     | Meilleur marqueur             | Meilleur rebondeur   | Meilleur passeur          | Lieux Spectateurs         | Série  |
| ----- | ------------ | -------------- | --------- | ----------------------------- | -------------------- | ------------------------- | ------------------------- | ------ |
| 18    | 1er décembre | Milwaukee      | D 93-111  | Brook Lopez (15)              | Trevor Booker (8)    | Kilpatrick, Whitehead (4) | Barclays Center           | 5 - 13 |
| 19    | 3 décembre   | @ Milwaukee    | D 103-112 | Bojan Bogdanović (24)         | Anthony Bennett (14) | Brook Lopez (6)           | BMO Harris Bradley Center | 5 - 14 |
| 20    | 5 décembre   | Washington     | D 113-118 | Brook Lopez (25)              | Trevor Booker (14)   | Trois joueurs (5)         | Barclays Center           | 5 - 15 |
| 21    | 7 décembre   | Denver         | V 116-111 | Brook Lopez (24)              | Trevor Booker (12)   | Trevor Booker (5)         | Barclays Center           | 6 - 15 |
| 22    | 10 décembre  | @ San Antonio  | D 101-130 | Bojan Bogdanović (20)         | Luis Scola (11)      | Brook Lopez (5)           | AT&T Center               | 6 - 16 |
| 23    | 12 décembre  | @ Houston      | D 118-122 | Brook Lopez (26)              | Trevor Booker (13)   | Jeremy Lin (7)            | Toyota Center             | 6 - 17 |
| 24    | 14 décembre  | L. A. Lakers   | V 107-97  | Bojan Bogdanović (23)         | Trevor Booker (18)   | Sean Kilpatrick (5)       | Barclays Center           | 7 - 17 |
| 25    | 16 décembre  | @ Orlando      | D 111-118 | Brook Lopez (22)              | Trevor Booker (9)    | Isaiah Whitehead (8)      | Amway Center              | 7 - 18 |
| 26    | 18 décembre  | @ Philadelphie | D 107-108 | Brook Lopez (22)              | Brook Lopez (9)      | Brook Lopez (8)           | Wells Fargo Center        | 7 - 19 |
| 27    | 20 décembre  | @ Toronto      | D 104-116 | Rondae Hollis-Jefferson (19)  | Justin Hamilton (11) | Lin, Hamilton (4)         | Air Canada Centre         | 7 - 20 |
| 28    | 22 décembre  | Golden State   | D 101-117 | Brook Lopez (28)              | Lopez, Lin (8)       | Jeremy Lin (11)           | Barclays Center           | 7 - 21 |
| 29    | 23 décembre  | @ Cleveland    | D 99-119  | Brook Lopez (16)              | Caris LeVert (7)     | Jeremy Lin (6)            | Quicken Loans Arena       | 7 - 22 |
| 30    | 26 décembre  | Charlotte      | V 120-118 | Bojan Bogdanović (26)         | Trevor Booker (12)   | Brook Lopez (5)           | Barclays Center           | 8 - 22 |
| 31    | 28 décembre  | @ Chicago      | D 99-101  | Brook Lopez (33)              | Trevor Booker (14)   | Sean Kilpatrick (6)       | United Center             | 8 - 23 |
| 32    | 30 décembre  | @ Washington   | D 95-118  | Booker, Hollis-Jefferson (16) | Trevor Booker (7)    | Brook Lopez (6)           | Verizon Center            | 8 - 24 |

| Match | Date match | Équipe                | Score     | Meilleur marqueur      | Meilleur rebondeur           | Meilleur passeur      | Lieux Spectateurs       | Série  |
| ----- | ---------- | --------------------- | --------- | ---------------------- | ---------------------------- | --------------------- | ----------------------- | ------ |
| 33    | 2 janvier  | Utah                  | D 89-101  | Trevor Booker (17)     | Trevor Booker (15)           | Spencer Dinwiddie (4) | Barclays Center         | 8 - 25 |
| 34    | 5 janvier  | @ Indiana             | D 109-121 | Booker, Hamilton (16)  | Kilpatrick, Hamilton (8)     | Sean Kilpatrick (5)   | Bankers Life Fieldhouse | 8 - 26 |
| 35    | 6 janvier  | Cleveland             | D 108-116 | Bojan Bogdanović (23)  | Trevor Booker (12)           | Caris LeVert (5)      | Barclays Center         | 8 - 27 |
| 36    | 8 janvier  | Philadelphie          | D 95-105  | Brook Lopez (26)       | Bojan Bogdanović (8)         | Quatre joueurs (3)    | Barclays Center         | 8 - 28 |
| 37    | 10 janvier | Atlanta               | D 97-117  | Brook Lopez (20)       | Trois joueurs (7)            | Spencer Dinwiddie (5) | Barclays Center         | 8 - 29 |
| 38    | 12 janvier | New Orleans           | D 95-104  | Brook Lopez (20)       | Trevor Booker (12)           | Trois joueurs (4)     | Barclays Center         | 8 - 30 |
| 39    | 13 janvier | @ Toronto             | D 113-132 | Bojan Bogdanović (23)  | Trevor Booker (7)            | Randy Foye (7)        | Air Canada Centre       | 8 - 31 |
| 40    | 15 janvier | Houston               | D 112-137 | Trevor Booker (18)     | Rondae Hollis-Jefferson (7)  | Spencer Dinwiddie (8) | Barclays Center         | 8 - 32 |
| 41    | 17 janvier | Toronto               | D 109-119 | Brook Lopez (28)       | Trois joueurs (8)            | Caris LeVert (4)      | Barclays Center         | 8 - 33 |
| 42    | 20 janvier | @ La Nouvelle-Orléans | V 143-114 | Bogdanović, Lopez (23) | Lopez, Acy (8)               | Caris LeVert (6)      | Smoothie King Center    | 9 - 33 |
| 43    | 21 janvier | @ Charlotte           | D 105-112 | Brook Lopez (24)       | Trevor Booker (9)            | Kilpatrick, Foye (5)  | Time Warner Cable Arena | 9 - 34 |
| 44    | 23 janvier | San Antonio           | D 86-112  | Isaiah Whitehead (19)  | Sean Kilpatrick (10)         | Randy Foye (4)        | Barclays Center         | 9 - 35 |
| 45    | 25 janvier | Miami                 | D 106-109 | Brook Lopez (33)       | Trevor Booker (6)            | Trois joueurs (4)     | Barclays Center         | 9 - 36 |
| 46    | 27 janvier | @ Cleveland           | D 116-124 | Sean Kilpatrick (18)   | Randy Foye (8)               | Randy Foye (5)        | Quicken Loans Arena     | 9 - 37 |
| 47    | 28 janvier | @ Minnesota           | D 109-129 | Brook Lopez (25)       | Lopez, Hamilton (7)          | Isaiah Whitehead (8)  | Target Center           | 9 - 38 |
| 48    | 30 janvier | @ Miami               | D 96-104  | Bojan Bogdanović (16)  | Rondae Hollis-Jefferson (11) | Isaiah Whitehead (5)  | American Airlines Arena | 9 - 39 |

| Match               | Date match  | Équipe         | Score          | Meilleur marqueur            | Meilleur rebondeur            | Meilleur passeur      | Lieux Spectateurs       | Série  |
| ------------------- | ----------- | -------------- | -------------- | ---------------------------- | ----------------------------- | --------------------- | ----------------------- | ------ |
| 49                  | 1er février | New York       | D 90-95        | Rondae Hollis-Jefferson (16) | Hollis-Jefferson, Booker (8)  | Isaiah Whitehead (4)  | Barclays Center         | 9 - 40 |
| 50                  | 3 février   | Indiana        | D 97-106       | Brook Lopez (23)             | Trevor Booker (7)             | Trois joueurs (4)     | Barclays Center         | 9 - 41 |
| 51                  | 5 février   | Toronto        | D 95-103       | Brook Lopez (20)             | Trevor Booker (10)            | Randy Foye (5)        | Barclays Center         | 9 - 42 |
| 52                  | 7 février   | @ Charlotte    | D 107-111      | Bojan Bogdanović (22)        | Trevor Booker (12)            | Isaiah Whitehead (7)  | Time Warner Cable Arena | 9 - 43 |
| 53                  | 8 février   | Washington     | D 110-114 (OT) | Bojan Bogdanović (21)        | Hollis-Jefferson, Booker (11) | Bogdanović, Lopez (4) | Barclays Center         | 9 - 44 |
| 54                  | 10 février  | Miami          | D 99-108       | Brook Lopez (30)             | Trevor Booker (10)            | Spencer Dinwiddie (8) | Barclays Center         | 9 - 45 |
| 55                  | 13 février  | Memphis        | D 103-112      | Lopez, Dinwiddie (17)        | Sean Kilpatrick (6)           | Brook Lopez (5)       | Barclays Center         | 9 - 46 |
| 56                  | 15 février  | Milwaukee      | D 125-129      | Brook Lopez (36)             | Rondae Hollis-Jefferson (10)  | Spencer Dinwiddie (8) | Barclays Center         | 9 - 47 |
| All-Star Break 2017 |             |                |                |                              |                               |                       |                         |        |
| 57                  | 24 février  | @ Denver       | D 109-129      | Brook Lopez (17)             | Trevor Booker (9)             | Dinwiddie, Lin (5)    | Pepsi Center            | 9 - 48 |
| 58                  | 25 février  | @ Golden State | D 95-112       | Rondae Hollis-Jefferson (16) | 3 joueurs (10)                | Dinwiddie, Lopez (5)  | Oracle Arena            | 9 - 49 |

| Match | Date match | Équipe        | Score     | Meilleur marqueur     | Meilleur rebondeur           | Meilleur passeur          | Lieux Spectateurs        | Série   |
| ----- | ---------- | ------------- | --------- | --------------------- | ---------------------------- | ------------------------- | ------------------------ | ------- |
| 59    | 1er mars   | @ Sacramento  | V 109-100 | Brook Lopez (14)      | Booker, Lopez (8)            | Jeremy Lin (5)            | Golden 1 Center          | 10 - 49 |
| 60    | 3 mars     | @ Utah        | D 97-112  | Quincy Acy (18)       | Trevor Booker (10)           | Spencer Dinwiddie (3)     | Vivint Smart Home Arena  | 10 - 50 |
| 61    | 4 mars     | @ Portland    | D 116-130 | Brook Lopez (26)      | Rondae Hollis-Jefferson (8)  | Caris LeVert (6)          | Moda Center              | 10 - 51 |
| 62    | 6 mars     | @ Memphis     | V 122-109 | Sean Kilpatrick (23)  | Trevor Booker (9)            | Kilpatrick, Dinwiddie (3) | FedExForum               | 11 - 51 |
| 63    | 8 mars     | @ Atlanta     | D 105-110 | Sean Kilpatrick (27)  | Trevor Booker (8)            | Jeremy Lin (8)            | Philips Arena            | 11 - 52 |
| 64    | 10 mars    | @ Dallas      | D 96-105  | Isaiah Whitehead (24) | Trevor Booker (7)            | Sean Kilpatrick (5)       | American Airlines Center | 11 - 53 |
| 65    | 12 mars    | New York      | V 120-112 | Brook Lopez (25)      | Rondae Hollis-Jefferson (11) | Spencer Dinwiddie (6)     | Barclays Center          | 12 - 53 |
| 66    | 14 mars    | Oklahoma City | D 104-122 | Brook Lopez (25)      | Brook Lopez (6)              | Jeremy Lin (5)            | Barclays Center          | 12 - 54 |
| 67    | 16 mars    | @ New York    | V 121-110 | Brook Lopez (24)      | Rondae Hollis-Jefferson (10) | Jeremy Lin (8)            | Madison Square Garden    | 13 - 54 |
| 68    | 17 mars    | Boston        | D 95-98   | Brook Lopez (23)      | Quincy Acy (8)               | Jeremy Lin (6)            | Barclays Center          | 13 - 55 |
| 69    | 19 mars    | Dallas        | D 104-111 | Brook Lopez (27)      | Rondae Hollis-Jefferson (9)  | Spencer Dinwiddie (7)     | Barclays Center          | 13 - 56 |
| 70    | 21 mars    | Détroit       | V 98-96   | Brook Lopez (29)      | Spencer Dinwiddie (8)        | Randy Foye (5)            | Barclays Center          | 14 - 56 |
| 71    | 23 mars    | Phoenix       | V 126-98  | Brook Lopez (19)      | Rondae Hollis-Jefferson (16) | Jeremy Lin (5)            | Barclays Center          | 15 - 56 |
| 72    | 24 mars    | @ Washington  | D 108-129 | Justin Hamilton (20)  | Hollis-Jefferson, Lopez (7)  | Randy Foye (4)            | Verizon Center           | 15 - 57 |
| 73    | 26 mars    | @ Atlanta     | V 107-92  | Brook Lopez (23)      | Rondae Hollis-Jefferson (13) | Jeremy Lin (8)            | Philips Arena            | 16 - 57 |
| 74    | 28 mars    | Philadelphie  | D 101-106 | Brook Lopez (26)      | Brook Lopez (9)              | Jeremy Lin (7)            | Barclays Center          | 16 - 58 |
| 75    | 30 mars    | @ Détroit     | D 89-90   | Sean Kilpatrick (15)  | Hollis-Jefferson, Lopez (9)  | LeVert, Lin (4)           | Palace of Auburn Hills   | 16 - 59 |

| Match | Date match | Équipe         | Score     | Meilleur marqueur      | Meilleur rebondeur           | Meilleur passeur            | Lieux Spectateurs  | Série   |
| ----- | ---------- | -------------- | --------- | ---------------------- | ---------------------------- | --------------------------- | ------------------ | ------- |
| 76    | 1er avril  | Orlando        | V 121-111 | Brook Lopez (30)       | Trevor Booker (8)            | Jeremy Lin (8)              | Barclays Center    | 17 - 59 |
| 77    | 2 avril    | Atlanta        | V 91-82   | Brook Lopez (29)       | Sean Kilpatrick (11)         | Jeremy Lin (6)              | Barclays Center    | 18 - 59 |
| 78    | 4 avril    | @ Philadelphie | V 141-118 | Lopez, Lin (16)        | Booker, Lin (5)              | Trois joueurs (7)           | Wells Fargo Center | 19 - 59 |
| 79    | 6 avril    | @ Orlando      | D 107-115 | Jeremy Lin (32)        | Cinq joueurs (5)             | Rondae Hollis-Jefferson (4) | Amway Center       | 19 - 60 |
| 80    | 8 avril    | Chicago        | V 107-106 | Dinwiddie, LeVert (19) | Rondae Hollis-Jefferson (12) | Jeremy Lin (7)              | Barclays Center    | 20 - 60 |
| 81    | 10 avril   | @ Boston       | D 105-114 | Jeremy Lin (26)        | Jeremy Lin (12)              | Lin, Whitehead (4)          | TD Garden          | 20 - 61 |
| 82    | 12 avril   | @ Chicago      | D 73-112  | Archie Goodwin (20)    | Justin Hamilton (9)          | Hamilton, Goodwin (4)       | United Center      | 20 - 62 |

## Confrontations
| Conférence Est      | Conférence Est                              | Conférence Est                              | Conférence Est                              | Conférence Est                              | Conférence Ouest                            | Conférence Ouest                            | Conférence Ouest                            |
| Division Atlantique | Division Atlantique                         | Division Atlantique                         | Division Atlantique                         | Division Atlantique                         | Division Nord-Ouest                         | Division Nord-Ouest                         | Division Nord-Ouest                         |
| Équipe              | Domicile                                    | Domicile                                    | Extérieur                                   | Extérieur                                   | Équipe                                      | Domicile                                    | Extérieur                                   |
| ------------------- | ------------------------------------------- | ------------------------------------------- | ------------------------------------------- | ------------------------------------------- | ------------------------------------------- | ------------------------------------------- | ------------------------------------------- |
| Boston              | 92-111                                      | 95-98                                       | 117-122                                     | 105-114                                     | Denver                                      | 116-111                                     | 109-129                                     |
|                     |                                             |                                             |                                             |                                             | Minnesota                                   | 119-110                                     | 109-129                                     |
| New York            | 90-95                                       | 120-112                                     | 96-110                                      | 121-110                                     | Oklahoma City                               | 104-122                                     | 105-124                                     |
| Philadelphie        | 95-105                                      | 101-106                                     | 107-108                                     | 141-118                                     | Portland                                    | 109-129                                     | 116-130                                     |
| Toronto             | 109-119                                     | 95-103                                      | 104-116                                     | 113-132                                     | Utah                                        | 89-101                                      | 97-112                                      |
|                     | 1–7                                         | 1–7                                         | 2–6                                         | 2–6                                         |                                             | 2–3                                         | 0–5                                         |
| Division            | 3–13                                        | 3–13                                        | 3–13                                        | 3–13                                        | Division                                    | 2–8                                         | 2–8                                         |
| Division Centrale   | Division Centrale                           | Division Centrale                           | Division Centrale                           | Division Centrale                           | Division Pacifique                          | Division Pacifique                          | Division Pacifique                          |
| Equipe              | Domicile                                    | Domicile                                    | Extérieur                                   | Extérieur                                   | Equipe                                      | Domicile                                    | Extérieur                                   |
| Chicago             | 88-118                                      | 107-106                                     | 99-101                                      |                                             | Golden State                                | 101-117                                     | 95-112                                      |
| Cleveland           | 108-116                                     |                                             | 99-119                                      | 116-124                                     | L.A. Clippers                               | 127-122 (OT2)                               | 95-127                                      |
| Detroit             | 109-101                                     | 98-96                                       | 89-90                                       |                                             | L.A. Lakers                                 | 107-97                                      | 118-125                                     |
| Indiana             | 103-94                                      | 97-106                                      | 97-118                                      | 109-121                                     | Phoenix                                     | 126-98                                      | 122-104                                     |
| Milwaukee           | 93-111                                      | 125-129                                     | 108-110                                     | 103-112                                     | Sacramento                                  | 105-122                                     | 109-100                                     |
|                     | 4–5                                         | 4–5                                         | 0–8                                         | 0–8                                         |                                             | 3–2                                         | 2–3                                         |
| Division            | 4–13                                        | 4–13                                        | 4–13                                        | 4–13                                        | Division                                    | 5–5                                         | 5–5                                         |
| Division Sud-Est    | Division Sud-Est                            | Division Sud-Est                            | Division Sud-Est                            | Division Sud-Est                            | Division Sud-Ouest                          | Division Sud-Ouest                          | Division Sud-Ouest                          |
| Equipe              | Domicile                                    | Domicile                                    | Extérieur                                   | Extérieur                                   | Equipe                                      | Domicile                                    | Extérieur                                   |
| Atlanta             | 97-117                                      | 91-82                                       | 105-110                                     | 107-92                                      | Dallas                                      | 104-111                                     | 96-105                                      |
| Charlotte           | 95-99                                       | 120-118                                     | 105-112                                     | 107-111                                     | Houston                                     | 112-137                                     | 118-122                                     |
| Miami               | 106-109                                     | 99-108                                      | 96-104                                      |                                             | Memphis                                     | 103-112                                     | 122-109                                     |
| Orlando             | 121-111                                     |                                             | 111-118                                     | 107-115                                     | La Nouvelle-Orléans                         | 95-104                                      | 143-114                                     |
| Washington          | 113-118                                     | 110-114 (OT)                                | 95-118                                      | 108-129                                     | San Antonio                                 | 86-112                                      | 101-130                                     |
|                     | 3–6                                         | 3–6                                         | 1–8                                         | 1–8                                         |                                             | 0–5                                         | 2–3                                         |
| Division            | 4–14                                        | 4–14                                        | 4–14                                        | 4–14                                        | Division                                    | 2–8                                         | 2–8                                         |
| Conférence          | 11–40 (Domicile : 8–18 ; Extérieur : 3–22)  | 11–40 (Domicile : 8–18 ; Extérieur : 3–22)  | 11–40 (Domicile : 8–18 ; Extérieur : 3–22)  | 11–40 (Domicile : 8–18 ; Extérieur : 3–22)  | Conférence                                  | 9–21 (Domicile : 5–10 ; Extérieur : 4–11)   | 9–21 (Domicile : 5–10 ; Extérieur : 4–11)   |
| Total               | 20–61 (Domicile : 13–28 ; Extérieur : 7–33) | 20–61 (Domicile : 13–28 ; Extérieur : 7–33) | 20–61 (Domicile : 13–28 ; Extérieur : 7–33) | 20–61 (Domicile : 13–28 ; Extérieur : 7–33) | 20–61 (Domicile : 13–28 ; Extérieur : 7–33) | 20–61 (Domicile : 13–28 ; Extérieur : 7–33) | 20–61 (Domicile : 13–28 ; Extérieur : 7–33) |

## Effectif actuel
| 1. Nets de Brooklyn Effectif actuel |    |                        |                         |                 |
| Entraîneur : Kenny Atkinson         |    |                        |                         |                 |
| Ailier fort                         | 13 | Drapeau des États-Unis | Quincy Acy              | Baylor          |
| Ailier fort                         | 35 | Drapeau des États-Unis | Trevor Booker           | Clemson         |
| Meneur                              | 8  | Drapeau des États-Unis | Spencer Dinwiddie       | Colorado        |
| Meneur, Arrière                     | 2  | Drapeau des États-Unis | Randy Foye              | Villanova       |
| Arrière                             | 10 | Drapeau des États-Unis | Archie Goodwin          | Kentucky        |
| Pivot                               | 41 | Drapeau des États-Unis | Justin Hamilton         | LSU             |
| Arrière                             | 12 | Drapeau des États-Unis | Joe Harris              | Virginie        |
| Ailier                              | 24 | Drapeau des États-Unis | Rondae Hollis-Jefferson | Arizona         |
| Arrière                             | 6  | Drapeau des États-Unis | Sean Kilpatrick         | Cincinnati      |
| Arrière                             | 22 | Drapeau des États-Unis | Caris LeVert            | Michigan        |
| Meneur                              | 7  | Drapeau des États-Unis | Jeremy Lin              | Harvard         |
| Pivot                               | 11 | Drapeau des États-Unis | Brook Lopez (C)         | Stanford        |
| Arrière, Ailier                     | 32 | Drapeau des États-Unis | K. J. McDaniels         | Clemson         |
| Ailier fort, Pivot                  | 44 | Drapeau du Canada      | Andrew Nicholson        | St. Bonaventure |
| Arrière, Meneur                     | 15 | Drapeau des États-Unis | Isaiah Whitehead        | Seton Hall      |
| (C) - Capitaine (AL) - Blessé       |    |                        |                         |                 |

## Contrats et salaires 2016-2017
| Joueur                  | Poste          | Âge            | Exp            | Contrat                | Salaire 2016-2017 | Fin du contrat |
| ----------------------- | -------------- | -------------- | -------------- | ---------------------- | ----------------- | -------------- |
| Joueurs actuels         |                |                |                |                        |                   |                |
| Anthony Bennett         | PF             | 23             | 3              | 2 103 441 $ sur 2 ans  | 1 015 696 $       | 2017           |
| Bojan Bogdanović        | SG             | 27             | 2              | 10 276 530 $ sur 3 ans | 3 573 020 $       | 2017           |
| Trevor Booker           | PF             | 28             | 6              | 18 375 000 $ sur 2 ans | 9 250 000 $       | 2018           |
| Randy Foye              | SG             | 33             | 10             | 2 500 000 $ sur 1 an   | 2 500 000 $       | 2017           |
| Justin Hamilton         | C              | 26             | 2              | 6 000 000 $ sur 2 ans  | 3 000 000 $       | 2018           |
| Joe Harris              | SG             | 25             | 2              | 2 031 676 $ sur 2 ans  | 980,431 $         | 2018           |
| Rondae Hollis-Jefferson | SF             | 21             | 1              | 2 731 080 $ sur 2 ans  | 1 395 600 $       | 2019           |
| Sean Kilpatrick         | SG             | 26             | 2              | 2 252 852 $ sur 3 ans  | 980,431 $         | 2018           |
| Caris LeVert            | SG             | 22             | 0              | 3 194 760 $ sur 2 ans  | 1 562 280 $       | 2020           |
| Jeremy Lin              | PG             | 28             | 6              | 38 300 000 $ sur 3 ans | 11 483 254 $      | 2019           |
| Brook Lopez             | C              | 28             | 8              | 63 497 025 $ sur 3 ans | 21 165 675 $      | 2018           |
| Chris McCullough        | PF             | 21             | 1              | 2 331 720 $ sur 2 ans  | 1 191 480 $       | 2019           |
| Luis Scola              | PF             | 36             | 9              | 5 500 000 $ sur 1 an   | 5 500 000 $       | 2017           |
| Greivis Vásquez         | PG             | 29             | 6              | 4 347 826 $ sur 1 an   | 4 347 826 $       | 2017           |
| Isaiah Whitehead        | PG             | 21             | 0              | 4 585 897 $ sur 4 ans  | 1 074 145 $       | 2020           |
| Total salaire           | Total salaire  | Total salaire  | Total salaire  | Total salaire          | 69 019 838 $      | -              |
| Joueurs coupés          | Joueurs coupés | Joueurs coupés | Joueurs coupés | Joueurs coupés         | 6 543 386 $       | -              |
|                         |                |                |                |                        |                   |                |
| Total                   | Total          | Total          | Total          | Total                  | 75 563 224 $      | -              |
| Salary Cap              | Salary Cap     | Salary Cap     | Salary Cap     | Salary Cap             | 94 143 000 $      | 18 579 776 $   |
| Luxury Tax              | Luxury Tax     | Luxury Tax     | Luxury Tax     | Luxury Tax             | 113 287 000 $     | 37 723 776 $   |

- 2017 = Joueurs agents libres en fin de saison.
- 2017 = Joueurs agents libres restreint en fin de saison.
  - Contrat partiellement garanti.

## Transferts

### Échanges
| Juin           | Juin | Juin | Juin                   |
| -------------- | --- | --- | ---------------------- |
| 23 juin 2016   | Échange à deux équipes                                                                                  | Échange à deux équipes                                                                                      | Échange à deux équipes |
| 23 juin 2016   | Vers Jazz de l'Utah - Droits sur le 55e choix de la Draft 2016 : Marcus Paige - Compensation financière | Vers Nets de Brooklyn - Droits sur le 42e choix de la Draft 2016 : Isaiah Whitehead                         | [ 2 ]                  |
| Juillet        | | |                        |
| 7 juillet 2016 | Échange à deux équipes                                                                                  | Échange à deux équipes                                                                                      | Échange à deux équipes |
| 7 juillet 2016 | Vers Pacers de l'Indiana - Thaddeus Young                                                               | Vers Nets de Brooklyn - Droits sur le 20e choix de la Draft 2016 : Caris LeVert - Second tour de draft 2017 | [ 3 ]                  |

### Joueurs qui re-signent

#### Options joueur et équipe
| Joueur          | Option                                                                                               |
| --------------- | --- |
| Wayne Ellington | Décline son option joueurs de 1 567 500 $ pour la saison 2016-2017 et devient agent libre.           |
| Shane Larkin    | Décline son option joueurs de 1 500 000 $ pour la saison 2016-2017 et devient agent libre.           |
| Willie Reed     | Brooklyn décline la Qualifying Offer de 1 215 696 $ pour la saison 2016-2017 et devient agent libre. |
| Thomas Robinson | Décline son option joueurs de 1 050 000 $ pour la saison 2016-2017 et devient agent libre.           |

### Arrivés
| Joueur                                  | Contrat                           | Provenance                     | Référence |
| --------------------------------------- | --------------------------------- | ------------------------------ | --------- |
| Anthony Bennett                         | Contrat de 2 100 000 $ sur 2 ans  | Raptors de Toronto             | [ 4 ]     |
| Trevor Booker                           | Contrat de 18 500 000 $ sur 2 ans | Jazz de l'Utah                 | [ 5 ]     |
| Randy Foye                              | Contrat de 2 500 000 $ sur 1 an   | Thunder d'Oklahoma City        | [ 6 ]     |
| Justin Hamilton                         | Contrat de 6 000 000 $ sur 2 ans  | Valencia Basket Club (Espagne) | [ 7 ]     |
| Joe Harris                              | Contrat de 2 030 000 $ sur 2 ans  | Cavaliers de Cleveland         | [ 8 ]     |
| Caris LeVert (Draft 2016, choix 20)     | Contrat de 3 190 000 $ sur 2 ans  | Wolverines du Michigan         | [ 9 ]     |
| Jeremy Lin                              | Contrat de 38 300 000 $ sur 3 ans | Hornets de Charlotte           | [ 10 ]    |
| Luis Scola                              | Contrat de 5 500 000 $ sur 1 an   | Raptors de Toronto             | [ 11 ]    |
| Greivis Vásquez                         | Contrat de 5 000 000 $ sur 1 an   | Bucks de Milwaukee             | [ 11 ]    |
| Isaiah Whitehead (Draft 2016, choix 42) | Contrat de 4 590 000 $ sur 4 ans  | Pirates de Seton Hall          | [ 12 ]    |

### Départs
| Joueur          | Raison départ | Nouvelle équipe ¹ | Référence |
| --------------- | ------------- | ----------------- | --------- |
| Jarrett Jack    | Libéré        | Hawks d'Atlanta   | [ 13 ]    |
| Wayne Ellington | Agent libre   | Heat de Miami     | [ 14 ]    |
| Willie Reed     | Agent libre   | Heat de Miami     | [ 15 ]    |

¹ Il s'agit de l’équipe pour laquelle le joueur a signé après son départ, il a pu entre-temps changer d'équipe ou encore de pays.